# Маргарита Дварьонайте
Маргарита Дварьонайте (лит. Margarita Dvarionaitė; 31 травня 1928, Лієпая, Латвія — 14 березня 2008, Вільнюс) — перша литовська жінка-диригент симфонічного оркестру, педагогиня, піаністка, публіцист, Заслужена артистка Литви.

## Життєпис
Народилася 31 травня 1928 в Лієпаї. Була другою донькою в сім'ї піаніста, органіста та налаштовувача Казимераса та Клавдії Дварьонасів, племінницею композитора Баліса Дваріонаса. Рано почала займатися музикою, любов до якої їй прищепив батько, що навчався грі на фортепіано в Петроградській консерваторії. Він став її першим учителем музики. Потім Маргарита навчалася у тітки, співачки Юлії Дварьонайте-Монтвідене. Великий вплив на Маргариту справив і дядько Баліс Дваріонас. Грі на фортепіано навчалася у Каунасі у музичній студії у Гелени Хербек-Хансен.
У 1943 дебютувала як піаністка в балеті Юозаса Пакалніса «Наречена», до 1951 грала на фортепіано в оркестрі Каунаського оперного театру і працювала акомпаніаторкою.
В 1947 закінчила Каунаську гімназію, в 1949 — Каунаську консерваторію за класом фортепіано Юрґіса Карнавічуса.
У 1951 вступила до Санкт-Петербурзької консерваторії, де спочатку навчалася грі на органі та композиції, пізніше стала займатися симфонічним диригуванням під керівництвом професора І. А. Мусіна, який справив на неї найбільший вплив. В Оперній студії Санкт-Петербурзької консерваторії диригувала виставами «Євгеній Онєгін» П. Чайковського, «Ріголетто» Дж. Верді та була позитивно оцінена професурою. В 1957 закінчила консерваторію з дипломом диригента симфонічного оркестру і повернулася до Литви.
Диригувала симфонічними концертами у Вільнюсі, Каунасі і незабаром була запрошена до Литовського державного театру опери та балету, де у 1957—1961 диригувала оперними та балетними спектаклями: «Даля» Б. Двареноса, «Фра-Дияволо» Д. Обера, «Фауст» Ш. Гуно, «Вайва» В. Клови, «Ріголетто» Дж. Верді, «Євгеній Онєгін» П. Чайковського, «Егле — королева вужів» Е. Бальсіса, " Лебедине озеро " П. Чайковського.
У 1961–1993 була диригенткою симфонічного оркестру Литовської національної філармонії, якийсь час виконувала обов'язки головного диригента. Під її керівництвом вперше прозвучали твори литовських композиторів: «Пассакалія» і «Колискова попелу» Ю. Юзелюнаса, перша симфонія А. Рекашуса, перша симфонія В. Баркаускаса, «Вільнюські акварелі» В. Палтанавічуса . Також виконувала «Легенду» Ю. Пакалніса, «Пролог» Ю. Груодіса та ін.
Піаністкою виступала як соло-виконавиця, у тому числі і з творами литовських композиторів, так і в ансамблі з флейтистом Ауґустінасом Армонасом.
У 1969–2000 — Викладачка Литовської консерваторії (тепер Литовська академія музики та театру), з 1990 — Каунаського факультету консерваторії.
Диригентська діяльність М. Дварьронайте тривала майже 34 роки. Вона гастролювала в Москві, Донецьку, Харкові, Лієпаї, Польщі.
Протягом майже 50 років у періодичній пресі з'явилося понад 160 її публікацій на різні теми, переважно про незаслужено забутих оперних солістів, диригентів, композиторів, архітекторів, та інших представників світу мистецтва, що вже пішли з життя. Чимало матеріалів було присвячено її шановному та незабутньому професору Іллі Мусіну. Часто виступала у теле- та радіопередачах, творчих вечорах. Протягом кількох останніх років готувала книгу «Дрібка з минулого та сьогодення» (портрети сучасників, спогади, рецензії, некрологи).
Чоловік — Ауґустінас Армонас (1922–2017), флейтист та педагог.
Померла 14 березня 2008 у Вільнюсі на 80-му році життя. Похована на Цвинтарі Антакалніо.

## Нагороди та почесні звання
- Заслужена артистка Литви (1975) — за досягнення у розвитку литовського мистецтва
- Орден Великого князя Литовського Гедиміна V ступеня (1998) — за заслуги перед Литовською державою

## Грамзаписи
- Арії з опер литовських композиторів, симфонічний оркестр Державного академічного театру опери та балету Литви. Ризька фабрика грамзаписів Ligo, 1959, Д-5354
- В. Клова. Арії та сцени з опери «Вайва». Симфонічний оркестр Державного академічного театру опери та балету Литви, диригент — М. Дварьонайте. фірма грамзапису «Мелодія», 1959, Д-5340
- В. Палтанавічус, «Вільнюські акварелі». Симфонічний оркестр Державної філармонії ЛССР, диригент — М. Дварьонайте. Фірма грамзапису «Мелодія», 1967, 33Д-019578
- С. Шамінад, Концертіно оп. 107; Г. Перселл, 2 пісні; флейта — А. Армонас, партія фортепіано — М. Дварьонайте. Фірма грамзапису «Мелодія», 1968, 33Д-23578
- Ю. Груодіс. «Танець життя» та Симфонічний пролог. Симфонічний оркестр Державної філармонії Литви, диригент — М. Дварьонайте. Фірма грамзапису «Мелодія», 1968, 1970, 33 Д-022637
- П. Чайковський, Арія Греміна з опери «Євгеній Онєгін», соліст — Антанас Кучингіс (бас), симфонічний оркестр Литовського радіо, диригент — М. Дварьонайте. Фірма грамзапису «Мелодія», 1969, 1990, 33Д-24401, 33Д-24402
- Б. Горбульскіс, Концерт для тромбону з оркестром. Соліст — С. Палюкас, симфонічний оркестр Державної філармонії Литви, диригент — М. Дварьонайте. Фірма грамзапису «Мелодія», 1970, 33Д-28809, 33Д-28810
- IV Міжреспубліканський конкурс молодих виконавців 1972, Вільнюс. Симфонічний оркестр Державної філармонії Литви. Фірма грамзапису «Мелодія», 1973, 33 CM-03467-68
- Ю. Пакалніс, Героїчна увертюра, симфонічний оркестр Державної філармонії Литви, диригент — М. Дварьонайте; Ю. Пакалніс, Танець з обручем з балету «Наречена» та «Плач», флейта — А. Армонас, партія фортепіано — М. Дварьонайте; Л. Повілайтіс, Соната для фортепіано op. 4, фортепіано — М. Дварьонайте. Фірма грамзапису «Мелодія», 1973, 33Д-034191, 33Д-034192
- Інструментальні п'єси: А. Аріості, Соната для віолончелі та фортепіано. Віолончель — Р. Кальненайте, фортепіано — М. Дварьонайте. Фірма грамзапису «Мелодія», 1980, C10-14141